# Fidżi na letnich igrzyskach olimpijskich
Fidżi startowało we wszystkich letnich igrzyskach olimpijskich od Melbourne w 1956, oprócz Tokio w 1964 i Moskwy w 1980 (bojkot). Pierwszy medal zdobyła męska drużyna w rugby siedmioosobowym, zwyciężając na igrzyskach w Rio de Janeiro w 2016. Drużyna rugbystów powtórzyła sukces na igrzyskach w Tokio, gdzie po brązowy medal sięgnęła kobieca drużyna w rugby siedmioosobowym. W 2024 roku podczas igrzysk w Paryżu męska drużyna w rugby siedmioosobowym zdobyła srebro przegrywając 28 do 7 z reprezentacją gospodarzy. 

## Klasyfikacja medalowa
| Igrzyska            | Złoto | Srebro | Brąz | Razem |
| ------------------- | ----- | ------ | ---- | ----- |
| 1956 Melbourne      | 0     | 0      | 0    | 0     |
| 1960 Rzym           | 0     | 0      | 0    | 0     |
| 1968 Meksyk         | 0     | 0      | 0    | 0     |
| 1972 Monachium      | 0     | 0      | 0    | 0     |
| 1976 Montreal       | 0     | 0      | 0    | 0     |
| 1984 Los Angeles    | 0     | 0      | 0    | 0     |
| 1988 Seul           | 0     | 0      | 0    | 0     |
| 1992 Barcelona      | 0     | 0      | 0    | 0     |
| 1996 Atlanta        | 0     | 0      | 0    | 0     |
| 2000 Sydney         | 0     | 0      | 0    | 0     |
| 2004 Ateny          | 0     | 0      | 0    | 0     |
| 2008 Pekin          | 0     | 0      | 0    | 0     |
| 2012 Londyn         | 0     | 0      | 0    | 0     |
| 2016 Rio de Janeiro | 1     | 0      | 0    | 1     |
| 2020 Tokio          | 1     | 0      | 1    | 2     |
| 2024 Paryż          | 0     | 1      | 0    | 1     |
| Razem               | 2     | 1      | 1    | 4     |